# Nommo
Pour les articles homonymes, voir Nommo (homonymie).

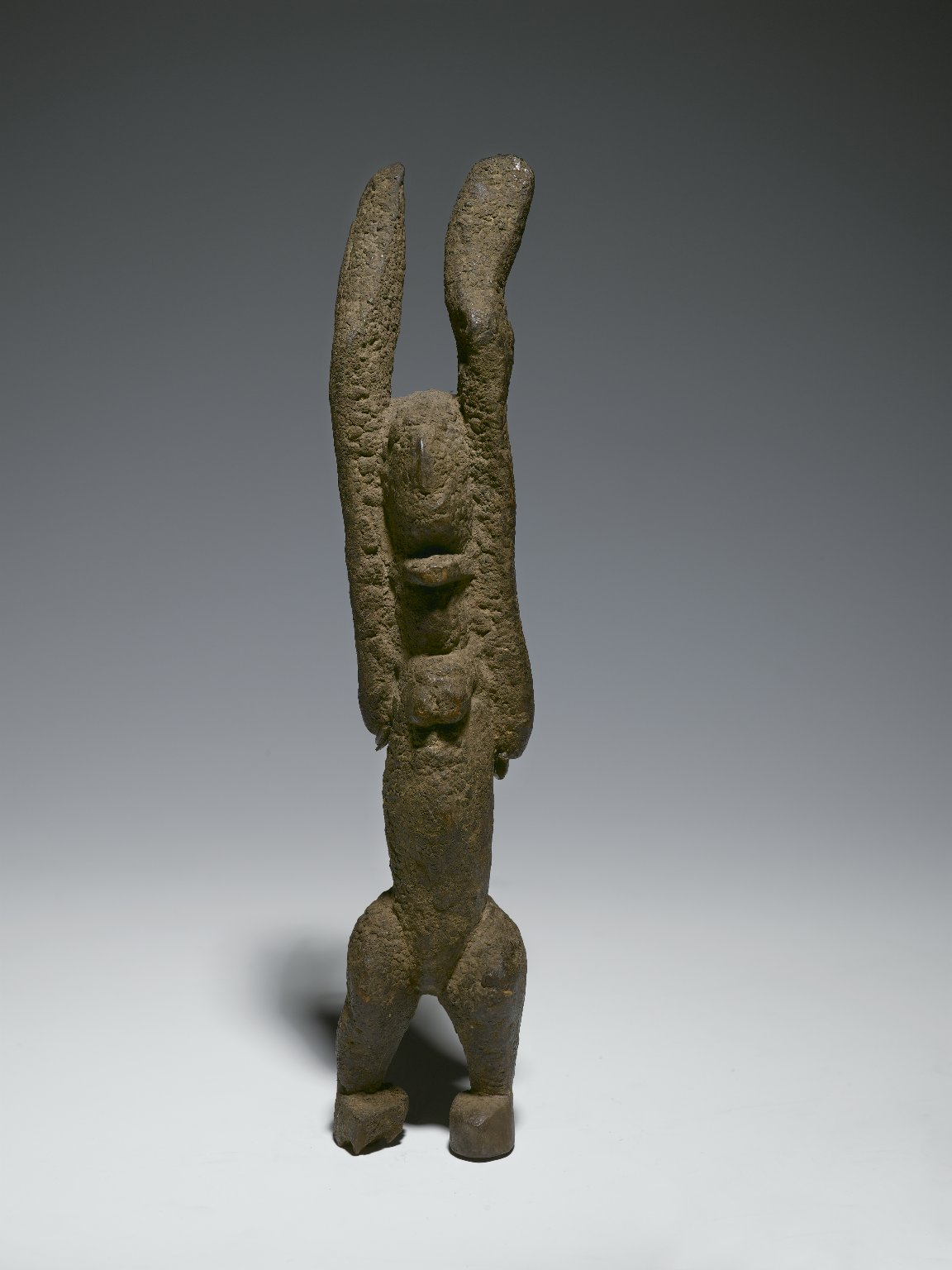
Une figure de « Nommo » du peuple Tellem.

Les nommo sont, dans la mythologie des Dogons du Mali, des génies ancestraux des eaux (parfois décrits comme des dieux).

## Étymologie
Le mot « Nommo » est issu d'un terme dogon signifiant « fabriquer l'eau ».

## Description
Les Nommos sont habituellement décrits comme des amphibiens hermaphrodites, ressemblant à des poissons, les représentations folkloriques montrent des créatures avec le haut d'un torse humain et les jambes, les pieds, le bas du torse et une queue de poisson. Ils sont décrits comme les maîtres des eaux.